# 洗腳禮
洗腳禮，或称濯足礼，是某些基督教教派所舉行的宗教儀式。最初的由來與新約聖經約翰福音第十三章之記載有關，而在教會歷史上也曾有許多教派在正式典禮中實行過。

## 背景
洗腳的實踐可以追溯至古文明時期待客的一項習俗，特別是在涼鞋盛行的時期（例如：古希臘、羅馬），路上塵土飛揚、環境骯髒，腳上會沾滿灰塵。接待的主人通常會提供水讓客人洗腳，或是請僕人替客人洗腳，或是由主人親自為客人洗腳。洗腳在舊約聖經中曾被多次提到（例如：創世記 18:4; 19:2; 24:32; 43:24; 撒母耳記上 25:41），洗腳在其他的宗教及歷史文獻中也曾出現過。通常中東地區的主人會跪著迎接客人，和客人親嘴，之後再提供水讓客人洗腳，或請僕人代洗。雖然洗腳的習俗在穿著涼鞋的時候較為受用，提供洗腳水給穿著鞋子的客人也有其禮遇的效果。

## 洗腳禮的由來
- 主耶穌親自設立 – 主耶穌在與使徒們吃最後晚餐之時，祂知道神所定的日子到了，就站起來，把水倒在盆里，洗門徒的腳，並用自己所束的手帕擦乾（約翰福音13:1-5）。猶太人洗腳的風俗，是由僕人為主人或客人洗腳。而主耶穌雖是主人、老師，卻親自倒水為門徒洗腳，所表明的意義，就絕不是風俗習慣而已。

- 主命令門徒要照樣去行 – 當主為門徒洗完腳後，就問說 “我向你們所作的，你們明白嗎？”, 門徒雖然尚未完全明白，主卻立即教導他們說 “我給你們作了榜樣，叫你們照著我向你們作的去作”。而且應許說 “你們既知道這事，若是去行就有福了”，可見主重視這件事，命令門徒和每一代的基督徒，要照他所作的去作，就必蒙福。

我是你們的主、你們的夫子、尚且洗你們的腳、你們也當彼此洗腳。——《約翰福音》第13章第14节参

## 洗腳禮的意義
從主耶稣為門徒洗腳的整個過程中，可以明白洗腳禮的意義：

### 表明主徹底的愛和赦免
“他既然愛世間屬自己的人，就愛他們到底”，於是在吃完飯的時候，他倒水替門徒洗腳。為人洗腳是卑微的工作，但耶穌因愛門徒，就為他們洗腳。而且此時使徒們尚因不明白主的時候和神的旨意，為地位之高低而相爭（路22：24），但主依然洗他們的腳，並教訓他們要彼此相愛 （約翰福音13：34）。這也是表明主完全的赦免，要人不輕看他的寶血救恩，誠心悔改，他必拯救到底。今天我們當遵守主的教訓，效法主的精神，以徹底的愛，彼此接納，造就，願意互相規勸，赦免，堅固彼此的信德。

### 表明主要求門徒追求聖潔
主說「凡洗過澡的人，又要把腳一洗，全身就乾淨了，然而不都是乾淨的」，這表明主要求門徒，要不斷地追求過聖潔的生活。一個人接受主的洗禮，罪得到完全的赦免，那再領受主的洗腳禮，是領受主的愛和提醒，使自己靠著聖靈的力量，能漸漸達到聖潔的地步，彰顯主的榮耀。

### 表明主的謙卑和服事
在吃最後晚餐時，主“就離席站起來脫了衣服”，代表主暫時離開榮耀的寶座，放下尊貴的身份；且又 “拿一個手帕束腰”（約13：4），成為奴僕的打扮然後為門徒洗腳，這一切均表明主謙卑，如經上說“他本有神的形像，不以自己與神同等為強奪的，反倒虛己取了奴僕的形象，成為人的樣式，既有人的樣式，就自己卑微，存心順服………”（腓立比書 2：6-8），又說“人子來，並不是要受人的服事，乃是要服事人，並且要捨命，作多人的贖價 ”(馬可福音10：45)。主藉洗腳禮親自為我們留下榜樣，並訓勉門徒“我是你們的主，你們的夫子，尚且洗你們的腳，你們也當彼此洗腳”。今日我們當效法主，存謙卑的心，甘心樂意地彼此服事，發揮各人的恩賜，使整體教會不斷發展。

### 要門徒與主有分
當主為門徒洗腳，輪到彼得時，彼得原本不敢接受主的洗腳，因他深知主是老師，那有學生接受老師的洗嗎？他很堅決的說，“你永不可洗我的腳！”（約13：8）但當主回答說，“我所作的，你如今不知道，後來必明白”，且又強調說“我若不洗你，你就與我無分了”，彼得立刻改變原來態度說“主啊，不但我的腳，連手和頭也要洗！”可見彼得深怕與主無分。這也是主設立的洗腳禮與一般風俗的洗腳的分別。接受主的洗腳能與主有分，就是要與主的恩典，應許和天國的產業有分。